# Tavola Rotonda (Maiella)
La Tavola Rotonda (2403 m s.l.m.) è una cima montuosa dell'Appennino abruzzese, appartenente al massiccio della Maiella, posta nella parte sud-occidentale, tra i territori dei comuni di Campo di Giove e Palena.

## Descrizione

### Geografia
È una delle cime maggiori dopo quelle della parte sommitale, rappresentando il punto culminante degli impianti di risalita della stazione sciistica di Campo di Giove, il punto più alto raggiunto da una stazione sciistica in Abruzzo. A nord guarda verso il resto del massiccio, a sud verso il monte Porrara e a sud-ovest verso il monte Pizzalto, il monte Rotella, la zona degli altipiani maggiori d'Abruzzo e i monti Marsicani. La denominazione "Tavola Rotonda", dal significato di "costone rotondo", allude alla forma della parte sommitale del monte. Nel versante occidentale della montagna è posto, in posizione centrale, un profondo e scosceso vallone ghiaioso denominato "pesce di baccalà", che lo contraddistingue dalle altre cime della Maiella. Dal monte Tavola Rotonda origina con due rami il fiume Vella, che confluirà poi come affluente nel fiume Gizio, in corrispondenza di Sulmona.

### Geologia
La forma arrotondata della Tavola Rotonda costituisce l'andamento del profilo della vecchia piattaforma sul quale poggia il monte. I suoi versanti sono caratterizzati da fenomeni carsici e formati da calcari biostromali del Cretaceo con resti di orbitoline e rudiste e presenza di macro- e microfossili, come diceratidi, foraminiferi, gasteropodi ed ostracodi, antica testimonianza di quello che in tempi primitivi era un ambiente di soglia e retroscogliera nelle alture e fluvio-lacustre e torrentizio nelle falde, mentre a valle si riscontrano depositi terrigeni del Miocene superiore. I suoi pendii occidentali devono la propria formazione all'accumulo morenico di un ghiacciaio, non più presente, che degradava dalla valle di Femmina Morta situata a nord, nella parte sommitale del massiccio, e che ha prodotto depositi morenici alle basse quote, mentre quelli orientali, costituiti da rocce, all'azione di falde di detrito e disfacimento e al defluire di morene di nevaio, anch'esso assente.

### Clima
Per via della sua posizione, il monte Tavola Rotonda è caratterizzato da un clima continentale, con inverni freddi ed estati calde ma salubri. Nel periodo invernale si registrano frequenti precipitazioni di carattere nevoso, con temperature che possono raggiungere i −7 °C. Inoltre lungo i pendii del monte si generano, in particolare durante le giornate estive, forti escursioni termiche nel passaggio dalle ore di luce alle ore di buio. Tra i venti che vi spirano, vi sono la bora e, in misura minore, lo scirocco.

### Flora e fauna
La flora e la fauna presenti sono prettamente montane e rispecchiano le specie rappresentative del massiccio della Maiella e del relativo parco nazionale. Nei boschi che si sviluppano solo lungo il versante occidentale del monte, costituiti dal nucleo di Macchia di Sécina, prosperano in maniera predominante alberi di faggio, a cui si intercalano sporadicamente specie arboree di acero campestre, acero opalo, carpino bianco, carpino nero, cerro, leccio, nocciòlo, orniello, roverella e tasso. Nel sottobosco vegetano piante arbustive, erbacee, floreali e di gariga montana comprendenti specie di agazzino, agrifoglio, belladonna, biancospino, brachipodio dei boschi, cefalantera bianca, cefalantera rossa, ciclamino napoletano, cicuta maggiore, ciombolino abruzzese, corniolo, elleborina, ginepro, melica, nido d'uccello, prugnolo, rosa canina, silene italiana, uva ursina, valeriana e viola di Reichenbach, oltre al lichene islandico. Nei pascoli a ridosso delle selve vi sono comunità vegetali bromeriche e xeriche, dominate dal forasacco eretto e dalla segale, che dà dialettalmente il nome alla Macchia di Sécina. La fauna presente comprende specie che abitano o frequentano le aree boscose, quali, per i grandi e i piccoli mammiferi, esemplari di cervo, faina, lupo appenninico, orso bruno marsicano e volpe, oltre al camoscio appenninico, che percorre esclusivamente la parte sommitale del monte, lontano dalla vegetazione arborea. Numerose sono le specie di uccelli che popolano il monte, distribuite eterogeneamente in base al variare dell'altitudine: nel piano boreale vi sono la quaglia, la tortora, lo zigolo giallo e lo zigolo muciatto, mentre tra gli alberi della foresta di Macchia di Sécina nidificano la cinciallegra, la cincia bigia, il colombaccio, il crociere, il cuculo, il fringuello alpino, la passera scopaiola, il picchio muraiolo e lo scricciolo, trovando un sicuro riparo da rapaci diurni, come l'astore, il falco pellegrino e lo sparviero, e notturni, quali l'allocco, il barbagianni, la civetta e il gufo reale, che danno loro la caccia spostandosi in volo tra i rami. Inoltre sui prati e sui terreni aridi, pietrosi e rocciosi delle quote sommitali sono presenti l'aquila reale, il corvo imperiale, la coturnice, il culbianco, il gracchio corallino, il merlo dal collare, il piviere tortolino e lo spioncello, mentre tra gli impluvi ad andamento rettilineo sub-paralleli che prendono forma scendendo lungo il versante orientale del monte fanno di rado la loro comparsa le specie acquatiche di ballerina gialla e merlo acquaiolo. I rettili comprendono, tra i sauri, esemplari di lucertola campestre, lucertola muraiola e ramarro, che si muovono tra i terreni boscosi o in quelli totalmente esposti alla luce solare, e tra i serpenti, esemplari di aspide, striscianti negli anfratti rocciosi d'alta quota, biacco, biscia dal collare e cervone, localizzati negli ambienti ombrosi o umidi.

## Storia

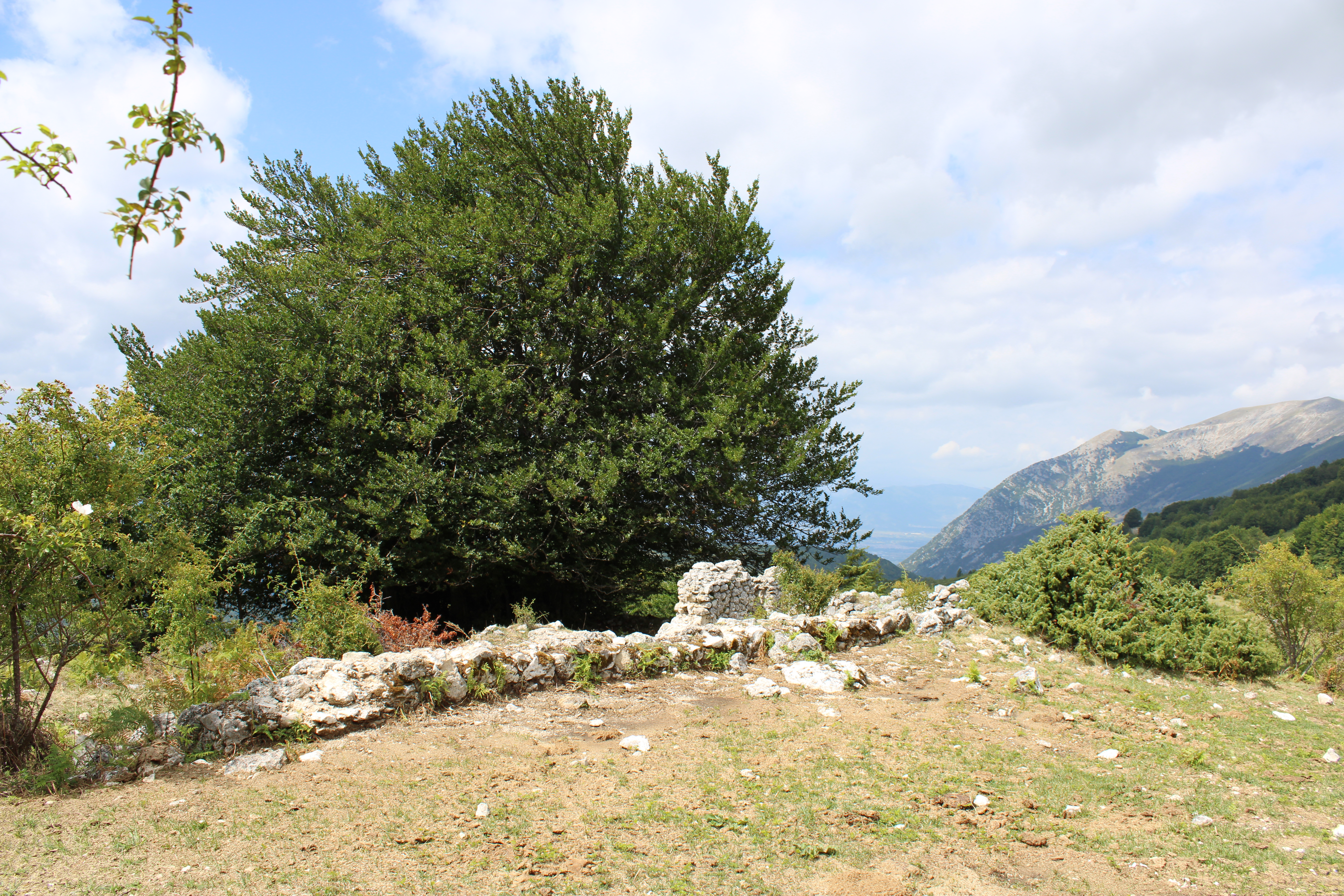
I resti del convento di Sant'Antonino fatto costruire nel XIII secolo dal futuro papa Celestino V

Il suo territorio risulta essere stato abitato sin dal Neolitico dagli uomini primitivi, come dimostrano le amigdale, i manufatti litici e le selci rinvenuti in loco e databili a tale periodo preistorico. Tra il 1264 ed il 1274, dopo che papa Urbano IV ne approvò la richiesta di edificazione redatta da Pietro da Morrone, venne costruito, nel versante occidentale del monte, il convento di Sant'Antonino, posto a 1500 m s.l.m. e nei pressi della fonte e della contrada omonime. L'edificio religioso, di modeste dimensioni e del quale rimangono soltanto i resti delle mura della grangia, oltre a svolgere le funzioni religiose, comunicava con la vallata sottostante tramite segnali luminosi emessi da specchi. Parecchi anni dopo, nel XIX secolo, la montagna fu interessata dal fenomeno del brigantaggio.

## Vie alpinistiche

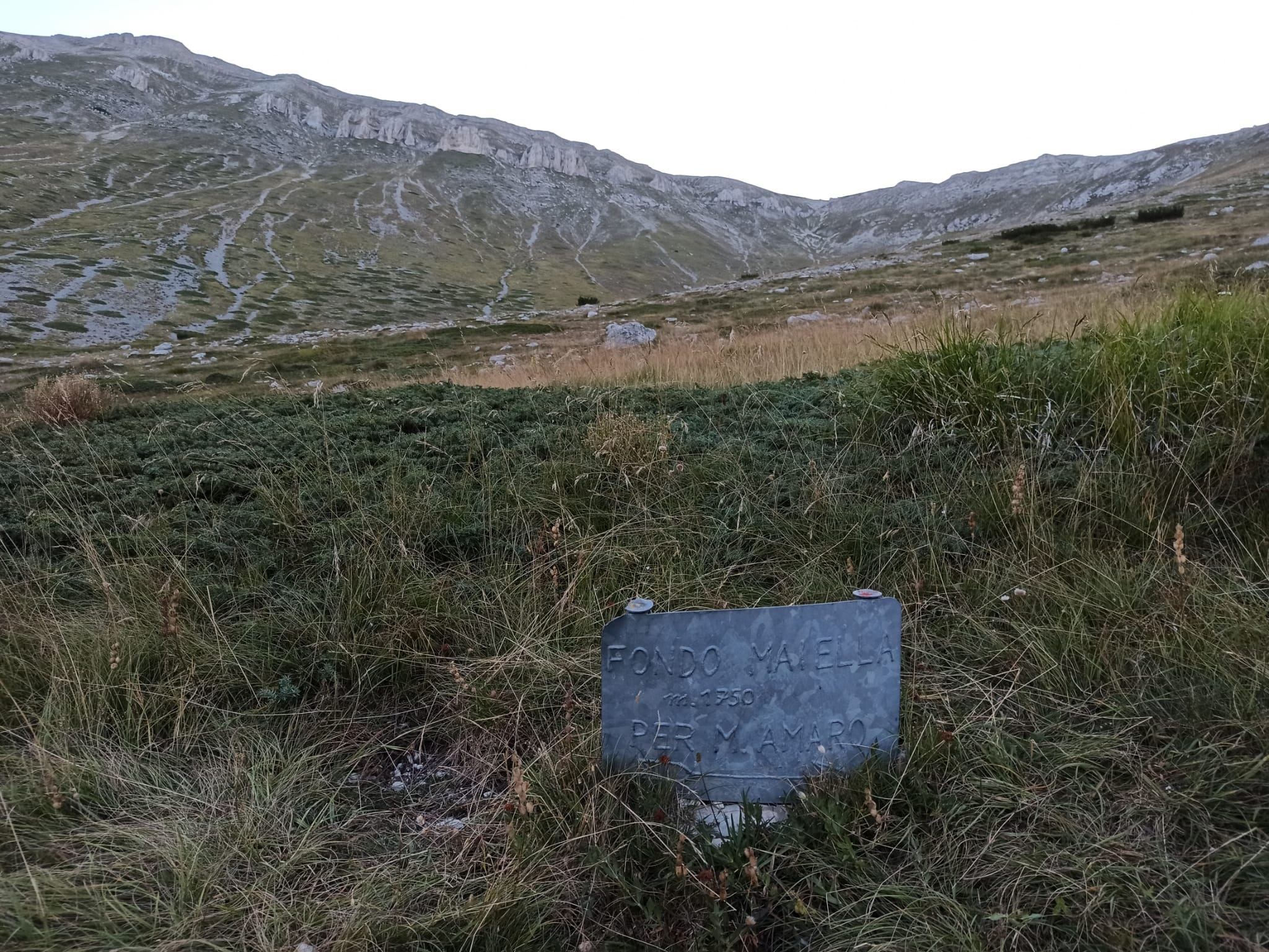
L'anfiteatro di Fondo Maiella, punto di confluenza dei tre sentieri della via direttissima per la vetta del monte Tavola Rotonda

Diverse vie alpinistiche consentono di raggiungere la vetta della Tavola Rotonda, attraversata da un percorso che è un ibrido tra il sentiero del parco e il sentiero Italia del CAI e che nella parte meridionale costeggia il tracciato di due inattive sciovie della stazione sciistica situata nel guado di Coccia, punto di confluenza di vari sentieri escursionistici. Infatti in corrispondenza di tale crocevia l'itinerario ibrido, che a nord prosegue dal monte Amaro e a sud dal monte Porrara, si interseca con il sentiero della libertà che da Campo di Giove, oltrepassando l'eremo della Madonna di Coccia, il rifugio presente sul guado e l'eremo di San Nicola di Coccia, si ricollega con Palena, ripercorrendo il cammino di fuga dei prigionieri dal campo di internamento di Fonte d'Amore di Sulmona. Dal versante orientale, il monte Tavola Rotonda, oltre che dal sentiero della libertà, è raggiungibile imboccando un itinerario che dal rifugio di Macchia di Taranta approda anch'esso nel valico. Inoltre da Campo di Giove il sentiero della libertà che sul guado si ricongiunge con il percorso ibrido che sale sul monte costituisce la via normale per raggiungerne la vetta. Nel versante occidentale, oltre al sentiero della libertà, vi sono altri tre percorsi che confluiscono in un unico sentiero che, riallacciandosi all'itinerario ibrido in prossimità del Fondo di Femmina Morta, prosegue in via direttissima verso la vetta del monte Tavola Rotonda. Il punto di ricongiungimento dei tre tracciati, che si originano l'uno da Fonte di Nunzio, l'altro dal bosco di Fonte Romana e l'altro ancora da Campo di Giove oltrepassando poi la Macchia di Sécina e i resti del convento di Sant'Antonino con l'omonima sorgente, è costituito dallo stazzo dell'anfiteatro di Fondo Maiella, formazione naturale di forma semicircolare posta verso la sommità delle catene montuose.